# Acianthera carinata
Acianthera carinata är en orkidéart som först beskrevs av Charles Schweinfurth, och fick sitt nu gällande namn av Carlyle August Luer. Acianthera carinata ingår i släktet Acianthera och familjen orkidéer. Inga underarter finns listade i Catalogue of Life.